# استرالین استیمر ادل
استرالین استیمر ادل (به انگلیسی: Australian steamer Adele) یک کشتی بود که طول آن ۱۴۵ فوت ۰ اینچ (۴۴٫۲۰ متر) بود. این کشتی در سال ۱۹۰۶ ساخته شد.